# NHC Arena
 (septembre 2024).
Si vous disposez d'ouvrages ou d'articles de référence ou si vous connaissez des sites web de qualité traitant du thème abordé ici, merci de compléter l'article en donnant les références utiles à sa vérifiabilité et en les liant à la section « Notes et références ».
NHC Arena anciennement Sydkraft Arena, NHK Arena est une patinoire de Timrå en Suède. Elle a été construite en 2003 sur le sol de l'ancienne patinoire du Timrå Isstadion fondé en 1964.
Elle accueille notamment l'équipe de hockey sur glace du Timrå IK de l'Elitserien. La patinoire a une capacité de 6 000 spectateurs.